# El valle de Gwangi
El valle de Gwangi es un largometraje de 1969 dirigido por Jim O'Connolly y protagonizado por James Franciscus, Gila Golan y Richard Carlson. La película combina el género wéstern con el fantástico, siendo además la última película de dinosaurios que contó con efectos especiales de Ray Harryhausen, utilizando la técnica del Stop-motion.

## Argumento
Un cowboy encuentra un paso entre las montañas que da a un misterioso valle poblado por dinosaurios y otros animales prehistóricos. Los problemas llegan cuando captura a uno de ellos, un Allosaurus al que llaman Gwangi, para exhibirlo en el circo donde trabaja. El animal escapa y siembra el caos en la ciudad, falleciendo finalmente dentro de la catedral tras habérselo prendido fuego y derrumbándose.

## Producción

### Localización
La película se rodó íntegramente en España, en las provincias de Almería y Cuenca. La parte de Almería se rodó casi en su totalidad en el Desierto de Tabernas, aunque también se rodaron escenas en la capital, como la famosa secuencia en la que Gwangi escapa de la Plaza de toros de Almería; así como en la plaza de toros de Berja  y en la plaza del pueblo de Tabernas. En Cuenca la mayoría de las escenas se rodaron en los paisajes de la Ciudad Encantada, cuyas extrañas formaciones eran ideales para la parte del valle prohibido, y en la catedral de la ciudad, donde transcurre el final del film.

### Efectos especiales
La película consiguió unos buenos efectos de animación, muchos de ellos novedosos . Los efectos especiales se realizaron en stop-motion, donde alcanzaron cierta calidad con el realismo del movimiento del alosaurio, asimismo con una pelea entre Gwangi y un elefante. Se tardó casi un año en completar las secuencias en las que aparecían los dinosaurios y bestias prehistóricas. Por otro lado, se hicieron más de 300 cortes en stop-motion para conseguir todos estos efectos. La escena de la captura de Gwangi a caballo con lazo, fue revolucionario en cuanto a las labores de montaje y uso de complejas transparencias que sustituían una simple imagen del dinosaurio que se movía en todoterreno, en el animal animado que aparecía en la película.
El sonido de Gwangi se consiguió mediante la combinación de dos sonidos reproducidos hacia atrás, siendo uno de ellos un camello.

## Aceptación
La película fue estrenada sin dársele mucha publicidad, ya que una vez finalizada, los productores no le vieron salida al tratarse de un género que comenzaba a dar muestras de decadencia. En los cines fue proyectada en una sesión doble, junto a una película de motoristas. Tuvo poca aceptación entre el público, cayendo rápidamente en el olvido.